# Albert Victor Bäcklund
Albert Victor Bäcklund (n. 11 ianuarie 1845 - d. 23 februarie 1922) a fost un matematician și fizician suedez.
A fost profesor universitar la Lund (1868), titular de matematică și fizică (1878).
S-a ocupat de studiul transformărilor ecuațiilor cu derivate parțiale, care îi poartă numele și care au fost studiate și de matematicieni români ca Mendel Haimovici și Radu Roșca.

## Opere
- Ur theorien för de solida Kropparnes rörelse (Lund, 1897)
- Axiomatica geometriei proiective și transformarea lui Bachlund (1938)
- Elektrodynamics (1899).

1. 1 2  MacTutor History of Mathematics archive, accesat în 22 august 2017
2. ↑  „Albert Victor Bäcklund”, Gemeinsame Normdatei, accesat în 6 mai 2014
3. 1 2  Albert Victor Bäcklund (în suedeză), Svenskt biografiskt lexikon
4. 1 2  Svenskt biografiskt lexikon, accesat în 11 iulie 2020
5. ↑  IdRef, accesat în 5 martie 2020